# Larry Craig
Larry Edwin Craig (ur. 20 lipca 1945) – amerykański polityk, senator ze stanu Idaho (wybrany w 1990 i ponownie w 1996 i 2002), członek Partii Republikańskiej. Wcześniej, w latach 1981–1991 był przedstawicielem pierwszego okręgu wyborczego w stanie Idaho do Izby Reprezentantów Stanów Zjednoczonych.
W wyniku skandalu wokół jego aresztowania pod zarzutem poszukiwania stosunków homoseksualnych w toalecie publicznej na lotnisku w Minneapolis, 1 września 2007 Larry Craig ogłosił, że opuści swoje miejsce w Senacie 30 września 2007. 4 października 2007 ogłosił, że jednak pozostanie w Senacie, ale nie będzie ubiegać się o nową kadencję w następnych wyborach (kandydatem Partii Republikańskiej na jego miejsce w Senacie był Jim Risch, który wygrał wybory i zastąpił Craiga na początku stycznia 2009).